# The Quarterly Journal of Science, Literature, and the Arts
The Quarterly Journal of Science, Literature, and the Arts (abreviado Quart. J. Sci. Lit. Arts) fue una revista con ilustraciones y descripciones botánicas que fue editada en Londres desde 1820 hasta 1826, publicándose los números 8 al 20. Fue precedida por Quart. J. Lit. Sci. Arts, el número 21  del año 1826, se tituló Quart. J. Sci. Arts y fue reemplazada por J. Roy. Inst. Gr. Brit.